# Ioan Lemeni

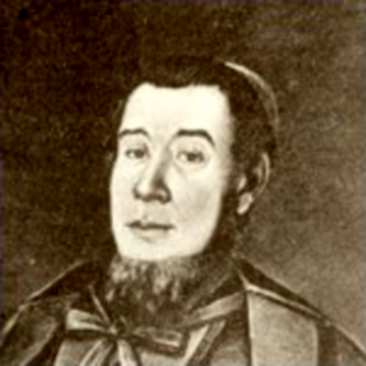
Bischof Ioan Lemeni

Ioan Lemeni (* 23. April 1780 in Dezmir, Komitat Klausenburg, Großfürstentum Siebenbürgen; † 29. März 1861 in Wien) war rumänisch-griechisch-katholischer Bischof von Făgăraș.

## Leben
Der junge Adelige besuchte die Grundschule in Klausenburg, absolvierte das Gymnasium in Blasendorf und trat 1801 ebenda in das Priesterseminar ein. 1803 wechselte er an das Priesterseminar in Großwardein und wurde dort am 17. September 1805 zum Diakon und am 1. Oktober des gleichen Jahres zum Priester des Zölibats geweiht. Lemeni lehrte zwei Jahre Philosophie und Kirchengeschichte in Blasendorf und wurde 1807 Pfarrer und Dekan in Klausenburg. Am 28. Oktober 1819 wurde er Domkapitular in Klausenburg und am 18. Oktober 1820 Domkapitular in Blasendorf. 1829 wurde er Sekretär des Bischofs Ioan Bob und Leiter der Abteilung Kirchengeschichte am Theologischen Seminar. 
Am 2. Oktober 1830 wurde er Generalvikar des Bistums Făgăraș und am 23. August 1832 zum Bischof von Făgăraș gewählt. Papst Gregor XVI. bestätigte am 15. April 1833 diese Wahl. Konsekriert wurde er am 6. Juni 1833 in der St. Nikolaus-Kathedrale von Oradea durch Samuil Vulcan, dem Bischof von Großwardein. Am 14. Juli 1833 wurde er in Blaj in sein Bistum Făgăraș installiert.
Lemeni setzte sich dafür ein, dass jede Gemeinde eine Volksschule mit Lehrer erhalten sollte und besuchte fast alle Pfarrgemeinden seines Bistums (Kanonische Visitation). Er ließ 1837 die Kathedralkirche von Blaj erweitern (Langhaus, zwei Chöre, zwei Türme) und den Bischofssitz restaurieren.
Er beteiligte sich an der Rumänischen Revolution von 1848. Im März 1850 zwang ihn der Gubernator von Siebenbürgen (Gouverneur), Freiherr Ludwig von Wohlgemuth zum Rücktritt und verwies ihn des Landes. Am 10. April 1850 ging er nach Wien.
Am 29. März 1861 verstarb er und wurde auf dem Simmeringer Friedhof beigesetzt.